# Sigrid Mangold-Wegner
Sigrid Mangold-Wegner (* 26. September 1950 in Mainz) ist eine deutsche Politikerin (SPD).

## Leben und Beruf
Mangold-Wegner besuchte die Gustav-Stresemann-Wirtschaftsschule in Mainz und schloss die Schule 1967 mit der Mittleren Reife ab. 1967 bis 1969 arbeitete sie für die Deutsche Bank in Mainz, 1969 bis 1971 bei den Jenaer Glaswerke Schott in Mainz und 1971 bis 1973 bei der Spedition Hildebrand in Mainz. Von 1984 bis 1990 war sie beruflich als Mitarbeiterin der Bundestagsfraktion der SPD tätig, seit 1990 ist sie Geschäftsführerin des Marie-Schlei-Vereins. Mangold-Wegner ist verheiratet und Mutter zweier Kinder.

## Politik
Im Jahr 1975 wurde Mangold-Wegner Mitglied der SPD. Von 1978 bis 1981 war sie Stadträtin in Bingen am Rhein, von 1989 bis 1992 war sie Mitglied im Kreistag Rhein-Sieg. Als Nachrückerin für Florian Gerster, der als Direktkandidat den Wahlkreis Nierstein/Oppenheim gewonnen hatte, wurde Mangold-Wegner am 1. April 2002  Abgeordnete des Landtags von Rheinland-Pfalz. Sie gehörte dem Landtag bis zum Ende der Legislaturperiode im Jahr 2006 an. Im Landtag war sie Mitglied im Ausschuss für Europafragen und im Ausschuss für Umwelt und Forsten. Weiterhin war sie Mitglied in der Enquete-Kommission „Distanz zwischen jungen Menschen und Politik überwinden – Beteiligung weiter entwickeln, Demokratie stärken“ (kurz „Jugend und Politik“).
In Hahnheim war sie bereits seit 1994 Mitglied des Ortsgemeinderates, bevor sie im Jahr 2004 zur Ortsbürgermeisterin gewählt wurde. Dieses Amt übte sie bis 2014 aus.